# Centropogon brittonianus
Centropogon brittonianus är en klockväxtart som beskrevs av Alexander Zahlbruckner. Centropogon brittonianus ingår i släktet Centropogon och familjen klockväxter. Inga underarter finns listade i Catalogue of Life.